# Transgressão flandriana

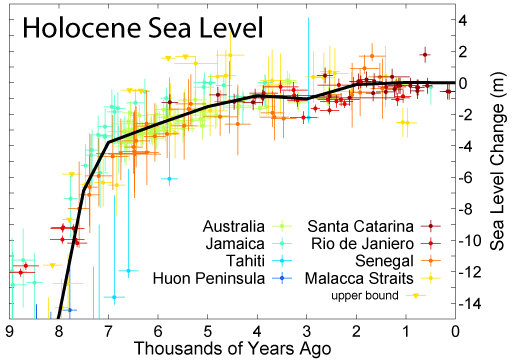
A elevação do nível do mar

A transgressão flandriana (em inglês: Flandrian Transgression) foi um evento de transgressão marinha em torno de 6 000 anos atrás que ocorreu no meio do Holoceno. Esta transgressão marca o início do presente período interglacial. Foi considerada como a época de alto nível do mar, em torno de 5 m relativo ao nível atual. O termo flandriana decorre de Flandres, que é a região norte da Bélgica, onde a referida transgressão foi pesquisada primeiramente. O alto nível do mar foi devido ao descongelamento das geleira continental que era presente no último período glacial, em decorrência da elevação de temperatura global.
A partir de 70 mil anos atrás, iniciou-se um intenso período de resfriamento global, denominado período glacial Würm ou último período glacial, em que uma grande quantidade da água encontrava-se sobre os continentes sob forma de geleiras continentais e calotas polares. O tempo máximo do período glacial ocorreu e a consequente regressão global máxima ocorreu há cerca de 18 mil anos em que o nível do mar foi 130 m mais baixo em relação ao nível atual (Milliman & Emery, 1968). O aquecimento climático e a elevação do nível do mar aconteceram a partir desse tempo até aproximadamente 6 000 anos atrás.
A transgressão flandriana teve grande importância na configuração atual das morfologias nas regiões litorâneas, desde que grande parte dos litorais corresponde a costas de submersão desde 6 000 anos atrás até o presente.
Na região norte da Europa, de acordo com a redução do tamanho da calota polar e consequente recuo das geleiras continentais, as áreas continentais ficaram livres da sobrecarga das geleiras e ocorreu o soerguimento regional, como no caso de Suécia. Este é um processo de compensação isostática. Nas áreas em torno desse, tal como Holanda, aconteceu a subsidência.
A elevação do nível do mar de 130 m que ocorreu desde 13 000 até 6 000 anos atrás aumentou drasticamente a quantidade da água do oceano e, a elevação do peso da água causou a subsidência gradativa do fundo do oceano em relação com os continentes, o fenômeno chamado de hidroisostacia. Desta forma, a regressão de 5 m desde a transgressão flandriana até o presente poderia ser apenas relativo às regiões litorâneas continentais por efeito de hidroisostacia e não ocorreu o abaixamento absoluto do nível do mar global nos últimos 6 000 anos. Os trabalhos no final do século passado, tais como Ota (1980) e Searle & Woods (1986), apresentaram fundamentos desta opinião contestando às opiniões tradicionais.